# One Shot (film, 2014)
Pour les articles homonymes, voir One shot.
Pour plus de détails, voir Fiche technique et Distribution.
One Shot est un film américain de science-fiction militaire réalisé par John Lyde et sorti en 2014.

## Synopsis
L'Humanité parvient finalement à réaliser un premier contact extraterrestre avec la race humanoïde des Céruléens. Malheureusement, ce contact provoqua une dégénérescence de la biologie céruléenne, et les extraterrestre partirent en guerre sainte pour exterminer la race humaine, qui riposta jusque sur la planète d'origine des Céruléen.
au cœur du conflit, un commando des forces spéciales humaines est pris en embuscade et anéanti par une force céruléenne. Seul le Sergent Kyle Matthews parvient à s'en sortir, tandis que le Lieutenant Jason Carpenter est porté disparu. Isolé en territoire ennemi, Kyle doit échapper aux patrouille céruléennes menés par le Commandant Anthara. C'est alors qu'il tombe sur esclave céruléenne laissée pour morte, et décide de la sauver.

## Fiche technique
Sauf indication contraire, les informations mentionnées dans cette section peuvent être confirmées par la base de données cinématographiques IMDb,  présente dans la section « Liens externes ».
- Titre original :
- Réalisation : John Lyde
- Scénario : Adam Abram
- Musique : James Schafer
- Photographie & Montage : Airk Thaughbaer
- Production : Paul Green
- Sociétés de production : Mainstay Productions
- Sociétés de distribution : Zylo
- Budget : n/a
- Pays de production :  États-Unis
- Langue originale : anglais
- Format : couleur
- Genre : Science-fiction militaire
- Durée : 95 minutes
- Dates de sortie :
  -  États-Unis : 24 février 2014 (vidéo à la demande)
  -  France : 18 novembre 2014 (vidéo à la demande)

## Distribution
- Matthew Reese : Sergent Kyle Matthews
- Scott Hanks : Commandant Anthara
- Nichelle Aiden : Mirra
- Kevin Sorbo : Commandant Gibson
- Paul D. Hunt : Lieutenant Jason Carpenter
- Jacque Gray : Technicien Niles
- Jaci Twiss : Technicienne Austen

## Production
Le film fut tourné dans l'Utah.